# Campionat del Món de ciclisme en ruta femení
El Campionat del Món de ciclisme en ruta femení és una competició ciclista que es realitza per tancar la temporada ciclista ordinària. Començà a disputar-se l'any 1958 i, com en la categoria masculina, es disputa per l'equip nacional de cada país.
La guanyadora de la prova obté el maillot irisat que ostenta durant l'any següent al campionat en totes les competicions en què pren part.
La competició en categoria femenina no es realitzà els anys Olímpics 1984, 1988 i 1992.
La ciclista que ha guanyat més títols és la francesa Jeannie Longo amb cinc. La segueixen la belga Yvonne Reynders amb quatre i la neerlandesa Marianne Vos amb tres.

## Campionat del Món en línia
| Any  | Ciutat            | Or                           | Plata                        | Bronze                       |
| 1958 | Reims, FRA        | Elsy Jacobs (LUX)            | Tamara Novikova (URS)        | Mariya Loukchina (URS)       |
| 1959 | Zandvoort, PB     | Yvonne Reynders (BEL)        | Aino Pouronen (URS)          | Vera Gorbatcheva (URS)       |
| 1960 | Sachsenring, ALE  | Beryl Burton (GBR)           | Rosa Sels (BEL)              | Elisabeth Kleinhans (RDA)    |
| 1961 | Berna, SUI        | Yvonne Reynders (BEL)        | Beryl Burton (GBR)           | Elsy Jacobs (LUX)            |
| 1962 | Salò, ITA         | Marie-Rose Gaillard (BEL)    | Yvonne Reynders (BEL)        | Marie-Therese Naessens (BEL) |
| 1963 | Ronse, BEL        | Yvonne Reynders (BEL)        | Rosa Sels (BEL)              | Aino Pourenen (URS)          |
| 1964 | Sallanches, FRA   | Emma Sonka (URS)             | Galina Yudina (URS)          | Rosa Sels (BEL)              |
| 1965 | Lasarte, ESP      | Elisabeth Eichholz (RDA)     | Yvonne Reynders (BEL)        | Aino Pourenen (URS)          |
| 1966 | Nurburgring, ALE  | Yvonne Reynders (BEL)        | Keetie Hage (NED)            | Aino Pourenen (URS)          |
| 1967 | Heerlen, PA       | Beryl Burton (GBR)           | Lyubov Zadorojnala (URS)     | Anna Konkina (URS)           |
| 1968 | Imola, ITA        | Keetie Hage (NED)            | Baybe Tsaune (URS)           | Morena Tartagni (ITA)        |
| 1969 | Zolder, BEL       | Audrey McElmury (USA)        | Bernadette Swinnerton (GBR)  | Nina Trofimova (URS)         |
| 1970 | Leicester, RU     | Anna Konkina (URS)           | Morena Tartagni (ITA)        | Raisa Obodovskaia (URS)      |
| 1971 | Mendrisio, SUI    | Anna Konkina (URS)           | Morena Tartagni (ITA)        | Keetie Hage (NED)            |
| 1972 | Gap, FRA          | Geneviève Gambillon (FRA)    | Lyubov Zadorojnala (URS)     | Anna Konkina (URS)           |
| 1973 | Barcelona, ESP    | Nicole Vandenbroeck (BEL)    | Keetie Hage (NED)            | Valentina Rebrovskaia (URS)  |
| 1974 | Mont-real, CAN    | Geneviève Gambillon (FRA)    | Bayba Tsaune (URS)           | Keetie Hage (NED)            |
| 1975 | Yvoir, BEL        | Tineke Fopma (NED)           | Geneviève Gambillon (FRA)    | Keetie Hage (NED)            |
| 1976 | Ostuni, ITA       | Keetie van Oosten-Hage (NED) | Luigina Bissoli (ITA)        | Yvonne Reynders (BEL)        |
| 1977 | S. Cristóbal, VEN | Josiane Bost (FRA)           | Connie Carpenter (USA)       | Minnie Brinkhof (NED)        |
| 1978 | Nurburgring, ALE  | Beate Habetz (RFA)           | Keetie van Oosten-Hage (NED) | Emmanuella Lorenzon (ITA)    |
| 1979 | Valkenburg, PB    | Petra de Bruijn (NED)        | Jen De Smet (BEL)            | Beate Habetz (RFA)           |
| 1980 | Sallanches, FRA   | Beth Heiden (USA)            | Tullikke Jahre (SWE)         | Mandy Jones (GBR)            |
| 1981 | Praga, TXC        | Ute Enzenauer (RFA)          | Jeannie Longo (FRA)          | Connie Carpenter (USA)       |
| 1982 | Goodwood, RU      | Mandy Jones (GBR)            | Maria Canins (ITA)           | Gerda Sierens (BEL)          |
| 1983 | Altenrhein, SUI   | Marianne Berglund (SWE)      | Rebecca Twigg (USA)          | Maria Canins (ITA)           |
| 1984 | No es disputà     | No es disputà                | No es disputà                | No es disputà                |
| 1985 | Giavera, ITA      | Jeannie Longo (FRA)          | Maria Canins (ITA)           | Sandra Schumacher (RFA)      |
| 1986 | Colorado, EUA     | Jeannie Longo (FRA)          | Janelle Parks (USA)          | Al·la Iàkovleva (URS)        |
| 1987 | Villach, AUT      | Jeannie Longo (FRA)          | Heleen Hage (NED)            | Connie Meyer (NED)           |
| 1988 | No es disputà     | No es disputà                | No es disputà                | No es disputà                |
| 1989 | Chambéry, FRA     | Jeannie Longo (FRA)          | Catherine Marsal (FRA)       | Maria Canins (ITA)           |
| 1990 | Utsunomiya, JAP   | Catherine Marsal (FRA)       | Ruthie Matthes (USA)         | Louisa Seghezzi (ITA)        |
| 1991 | Stuttgart, ALE    | Leontien van Moorsel (NED)   | Inga Thompson (USA)          | Alison Sydor (CAN)           |
| 1992 | No es disputà     | No es disputà                | No es disputà                | No es disputà                |
| 1993 | Oslo, NOR         | Leontien van Moorsel (NED)   | Jeannie Longo (FRA)          | Laura Charameda (USA)        |
| 1994 | Agrigento, ITA    | Monica Valvik (NOR)          | Patsy Maegerman (BEL)        | Jeanne Golay (USA)           |
| 1995 | Duitama, COL      | Jeannie Longo (FRA)          | Catherine Marsal (FRA)       | Edita Pučinskaitė (LTU)      |
| 1996 | Lugano, SUI       | Barbara Heeb (SUI)           | Rasa Polikevičiūtė (LTU)     | Linda Jackson (CAN)          |
| 1997 | Donòstia, ESP     | Alessandra Cappellotto (ITA) | Liz Tadich (AUS)             | Catherine Marsal (FRA)       |
| 1998 | Valkenburg, PB    | Diana Žiliūtė (LTU)          | Leontien van Moorsel (NED)   | Hanka Kupfernagel (GER)      |
| 1999 | Verona, ITA       | Edita Pučinskaitė (LTU)      | Anna Wilson (AUS)            | Diana Žiliūtė (LTU)          |
| 2000 | Plouay, FRA       | Zinaida Stahurskaia (BLR)    | Chantal Beltman (NED)        | Madaleine Lindberg (SWE)     |
| 2001 | Lisboa, POR       | Rasa Polikevičiūtė (LTU)     | Edita Pučinskaitė (LTU)      | Jeannie Longo (FRA)          |
| 2002 | Zolder, BEL       | Susanne Ljungskog (SWE)      | Nicole Brandli (SUI)         | Joane Somarriba (ESP)        |
| 2003 | Hamilton, CAN     | Susanne Ljungskog (SWE)      | Mirjam Melchers (NED)        | Nicole Cooke (GBR)           |
| 2004 | Verona, ITA       | Judith Arndt (GER)           | Tatiana Guderzo (ITA)        | Anita Valen (NOR)            |
| 2005 | Madrid, ESP       | Regina Schleicher (GER)      | Nicole Cooke (GBR)           | Oenone Wood (AUS)            |
| 2006 | Salzburg, AUT     | Marianne Vos (NED)           | Trixi Worrack (GER)          | Nicole Cooke (GBR)           |
| 2007 | Stuttgart, ALE    | Marta Bastianelli (ITA)      | Marianne Vos (NED)           | Giorgia Bronzini (ITA)       |
| 2008 | Varese, ITA       | Nicole Cooke (GBR)           | Marianne Vos (NED)           | Judith Arndt (GER)           |
| 2009 | Mendrisio, SUI    | Tatiana Guderzo (ITA)        | Marianne Vos (NED)           | Noemi Cantele (ITA)          |
| 2010 | Melbourne, AUT    | Giorgia Bronzini (ITA)       | Marianne Vos (NED)           | Emma Johansson (SWE)         |
| 2011 | Copenhaguen, DEN  | Giorgia Bronzini (ITA)       | Marianne Vos (NED)           | Ina-Yoko Teutenberg (GER)    |
| 2012 | Valkenburg, PBA   | Marianne Vos (NED)           | Rachel Neylan (AUS)          | Elisa Longo Borghini (ITA)   |
| 2013 | Florència, ITA    | Marianne Vos (NED)           | Emma Johansson (SWE)         | Rossella Ratto (ITA)         |
| 2014 | Ponferrada, ESP   | Pauline Ferrand-Prévot (FRA) | Lisa Brennauer (GER)         | Emma Johansson (SWE)         |
| 2015 | Richmond, EUA     | Lizzie Armitstead (GBR)      | Anna van der Breggen (NED)   | Megan Guarnier (EUA)         |
| 2016 | Doha, QAT         | Amalie Dideriksen (DEN)      | Kirsten Wild (NED)           | Lotta Lepistö (FIN)          |
| 2017 | Bergen, NOR       | Chantal Blaak (NED)          | Katrin Garfoot (AUS)         | Amalie Dideriksen (DEN)      |
| 2018 | Innsbruck, AUT    | Anna van der Breggen (NED)   | Amanda Spratt (AUS)          | Tatiana Guderzo (ITA)        |
| 2019 | Yorkshire, ENG    | Annemiek van Vleuten (NED)   | Anna van der Breggen (NED)   | Amanda Spratt (AUS)          |
| 2020 | Imola, ITA        | Anna van der Breggen (NED)   | Annemiek van Vleuten (NED)   | Elisa Longo Borghini (ITA)   |
| 2021 | Lovaina, BEL      | Elisa Balsamo (ITA)          | Marianne Vos (NED)           | Katarzyna Niewiadoma (POL)   |
| 2022 | Wollongong, AUS   | Annemiek van Vleuten (NED)   | Lotte Kopecky (BEL)          | Silvia Persico (ITA)         |
| 2023 | Glasgow, SCO      | Lotte Kopecky (BEL)          | Demi Vollering (NED)         | Cecilie Uttrup Ludwig (DEN)  |
| 2024 | Zúric, SUI        | Lotte Kopecky (BEL)          | Chloé Dygert (EUA)           | Elisa Longo Borghini (ITA)   |
| 2025 | Kigali, RWA       |                              |                              |                              |

## Classificació per país
| Posició | País           | Or | Plata | Bronze | Total |
| 1       | Països Baixos  | 15 | 17    | 5      | 37    |
| 2       | França         | 10 | 5     | 2      | 17    |
| 3       | Bèlgica        | 8  | 7     | 4      | 19    |
| 4       | Itàlia         | 6  | 6     | 13     | 25    |
| 5       | Regne Unit     | 5  | 3     | 3      | 11    |
| 6       | Alemanya       | 4  | 2     | 5      | 11    |
| 7       | Unió Soviètica | 3  | 7     | 11     | 21    |
| 8       | Lituània       | 3  | 2     | 2      | 7     |
| 9       | Estats Units   | 2  | 6     | 4      | 12    |
| 10      | Suïssa         | 2  | 2     | 0      | 4     |
| 11      | Suècia         | 2  | 1     | 3      | 6     |
| 12      | Dinamarca      | 1  | 0     | 2      | 3     |
| 13      | RDA            | 1  | 0     | 1      | 2     |
| -       | Luxemburg      | 1  | 0     | 1      | 2     |
| -       | Noruega        | 1  | 0     | 1      | 2     |
| 16      | Belarús        | 1  | 0     | 0      | 1     |
| 17      | Austràlia      | 0  | 5     | 2      | 7     |
| 18      | Canadà         | 0  | 0     | 2      | 2     |
| 19      | Espanya        | 0  | 0     | 1      | 1     |
| -       | Finlàndia      | 0  | 0     | 1      | 1     |
| -       | Polònia        | 0  | 0     | 1      | 1     |
| Total   | Total          | 64 | 64    | 64     | 192   |

## Classificació per corredores
| Títols | Corredora      | País                         | Anys                         |
| ------ | -------------- | ---------------------------- | ---------------------------- |
| 5      | França         | Jeannie Longo (FRA)          | 1985, 1986, 1987, 1989, 1995 |
| 4      | Bèlgica        | Yvonne Reynders (BEL)        | 1959, 1961, 1963, 1966       |
| 3      | Països Baixos  | Marianne Vos (PBA)           | 2006, 2012, 2013             |
| 2      | Regne Unit     | Beryl Burton (RUN)           | 1960, 1967                   |
| 2      | Països Baixos  | Keetie van Oosten-Hage (PBA) | 1968, 1976                   |
| 2      | Unió Soviètica | Anna Konkina (URS)           | 1970, 1971                   |
| 2      | França         | Geneviève Gambillon (FRA)    | 1972, 1974                   |
| 2      | Països Baixos  | Leontien van Moorsel (PBA)   | 1991, 1993                   |
| 2      | Suècia         | Susanne Ljungskog (SUE)      | 2002, 2003                   |
| 2      | Itàlia         | Giorgia Bronzini (ITA)       | 2010, 2011                   |
| 2      | Països Baixos  | Anna van der Breggen (PBA)   | 2018, 2020                   |
| 2      | Països Baixos  | Annemiek van Vleuten (PBA)   | 2019, 2022                   |
| 2      | Bèlgica        | Lotte Kopecky (BEL)          | 2023, 2024                   |